# Christian David Ginsburg

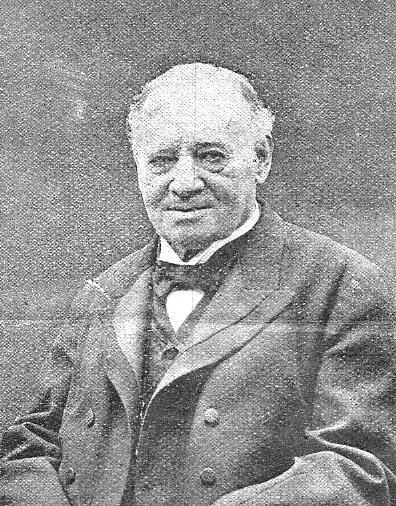
Christian David Ginsburg

Christian David Ginsburg (* 25. Dezember 1831 in Warschau; † 7. März 1914 in Enfield, heute London) war ein polnisch-britischer Bibelwissenschaftler.

## Werdegang
Ginsburg, aus jüdischem Elternhaus, war 1846 christlich geworden und aktiv in der Judenmission, und seit 1863 nur noch literarisch-wissenschaftlich tätig. Zudem wirkte Ginsburg als Übersetzer aus dem Hebräischen (Hoheslied, 1857; Ecclesiastes, 1861) und verfasste Essays über die Karäer und die Essener. Er arbeitete auch über die Kabbala, der er insbesondere in späteren Artikeln mit starker Ablehnung begegnete, und machte dann ausgiebige masoretische Studien (The Massoretico-Critical Text of the Hebrew Bible, 1894), war auch tätig für Lexika z. B. für die Encyclopedia Britannica.

## Werke (Auswahl)
- The Massorah; Compiled from Manuscripts; BAND I, Ginsburg, London/Vienna bei Brög, 1880. Digitalisat: Ginsburg, 1880: The Massorah I (a) & Ginsburg, 1880: The Massorah I (b).
- The Massorah; Compiled from Manuscripts; BAND II, Ginsburg, London/Vienna beiThe Brög, 1880. Digitalisat: Ginsburg, 1880: The Massorah II (a) & Ginsburg, 1880: The Massorah II (b).
- The Massorah; Compiled from Manuscripts; BAND III, Ginsburg, London/Vienna bei Brög, 1880. Digitalisat: Ginsburg, 1880: The Massorah III.
- The Massorah; Translated into English; With a critical and exgetical commentary; BAND IV, London/Vienna bei Brög, 1897–1905. Digitalisat: Ginsburg, 1905: The Massorah IV.
- Jacob Ben Chajim Ibn Adonijah’s Introduction to the Rabbinic Bible, London, 1867. Digitalisat: Ginsburg, 1867: Jacob Ben Chajim Ibn Adonijah’s Introduction to the Rabbinic Bible
- The Massoreth Ha-Massoreth of Elias Levita, being an exposition of the Massoretic notes on the Hebrew Bible, or the ancient critical apparatus of the Old Testament in hebrew, with an englisch translation, and critical and explanatory notes, London, Longmans, 1867. Digitalisat: Ginsburg, 1867: The Massoreth Ha-Massoreth of Elias Levita.

## Nachweise
1. ↑  Don Karr: The Study of Christian Cabala in English. 2012, S. 59 (digital-brilliance.com [PDF; abgerufen am 20. Mai 2012]).

| Personendaten    | Personendaten                              |
| ---------------- | ------------------------------------------ |
| NAME             | Ginsburg, Christian David                  |
| ALTERNATIVNAMEN  | Ginsburg, Christian Dawid; Ginsburg, David |
| KURZBESCHREIBUNG | polnisch-britischer Bibelwissenschaftler   |
| GEBURTSDATUM     | 25. Dezember 1831                          |
| GEBURTSORT       | Warschau                                   |
| STERBEDATUM      | 7. März 1914                               |
| STERBEORT        | Enfield, heute London                      |